# Laat-Ordovicische massa-extinctie
De Laat-Ordovicische massa-extinctie of Ordovicium-Siluurmassa-extinctie was een van de grootste momenten van massaal uitsterven (massa-extincties) in de geschiedenis van de Aarde. De massa-extinctie vond plaats tussen 447 en 444 miljoen jaar geleden, in het Hirnantien, de laatste tijdsnede in het Ordovicium. De massa-extinctie markeerde de overgang tussen de periodes Ordovicium en Siluur.
In sedimentaire gesteentelagen uit die 3 miljoen jaar worden een aantal duidelijke schommelingen waargenomen in de concentratie van isotopen van koolstof en zuurstof in sedimentlagen. Of er sprake was van verschillende fases in een gebeurtenis of een aantal snel op elkaar volgende extincties is niet duidelijk.

## Verdwenen soorten
Tijdens het Ordovicium leefden verreweg de meeste meercellige organismen in de zee. Ongeveer honderd taxonomische families verdwenen, dit was ongeveer 49% van alle op dat moment levende geslachten in het dierenrijk. Onder de slachtoffers bevonden zich veel soorten brachiopoden, Bryozoa, trilobieten, conodonten en graptolieten. Er zijn twee belangrijke golven van uitsterving waar te nemen, één rond 447 Ma en één rond 444 Ma. In de eerste golf stierven vooral soorten uit die in warm water leefden, de tweede golf raakte juist meer op koud water ingestelde soorten. In het Siluur zouden de overlevers van de massa-extinctie door adaptieve radiatie snel alle vrijgekomen ecologische niches opvullen. De biodiversiteit zou daardoor tot nieuwe hoogten stijgen.
Statistische analyse van het uitsterven laat zien dat de afname in biodiversiteit tijdens deze tijdspanne het gevolg was van een groter aantal verdwenen soorten, in plaats van een kleiner aantal nieuwe soorten (vanwege kleinere speciatie).

## Mogelijke oorzaak

### Hirnantien-IJstijd
De meest gangbare hypothese is dat de massa-extincties veroorzaakt werden door een afkoeling van het (in de rest van het Ordovicium warme) wereldwijde klimaat. Tijdens het Hirnantien maakte het warme klimaat vrij plotseling plaats voor een ijstijd. De poolkap op de zuidpool (op het paleocontinent Gondwana) groeide aan. Er zijn duidelijke sporen van vergletsjering op Gondwana in Laat-Ordovicische gesteentelagen gevonden. De aangroei van de poolkap betekende dat de hoeveelheid water in de oceanen minder werd en het eustatisch zeeniveau daalde.
Voorafgaand aan de vergletsjering daalde de concentratie kooldioxide (CO2) in de atmosfeer. Aangezien kooldioxide een sterk broeikasgas is leidde dit tot een verzwakking van het broeikaseffect en daardoor tot afkoeling van het klimaat. Tegelijkertijd heeft de hoeveelheid CO2 in de atmosfeer invloed op de concentratie CO2 in het zeewater, waardoor dit minder zuur werd.
Veel van de mariene soorten uit het Ordovicium leefden in de ondiepe warme zeeën die tijdens deze periode het continentaal plat bedekten. Bij het dalen van het zeeniveau, zoals gebeurt tijdens een ijstijd, komen deze zeeën droog te liggen en verdwijnen de ecologische niches van zulke soorten. Als er tijdens de korte Hirnantien-ijstijd, net als tijdens de huidige, afwisselend glaciale en interglaciale periodes waren, zal de zee zich periodisch hebben teruggetrokken, om daarna telkens weer terug te komen. Elke puls zou opnieuw tot het uitsterven van soorten geleid kunnen hebben. In gesteentelagen dicht bij de toenmalige zuidpool (in het huidige noorden van Afrika) zijn ten minste vijf periodische pulsen van vergletsjering herkend.
De ijstijd kan verklaren waarom tijdens de eerste golf van uitsterving, bij het aanbreken van de ijstijd, vooral soorten die in warm water leefden uitstierven. Tussen de twee golven in verschenen vooral op koude omstandigheden ingestelde soorten, die uitstierven toen aan het einde van de Hirnantien-ijstijd het klimaat weer warmer werd.

### Gammaflits
Een alternatieve verklaring is dat de eerste fase van uitsterven werd veroorzaakt door een gammaflits, veroorzaakt door het imploderen van een zware ster op ongeveer 6000 lichtjaar afstand van de Aarde. Een tien seconden aanhoudende gammaflits zou de hoeveelheid ozon in de atmosfeer onmiddellijk gehalveerd hebben. Daardoor stonden organismen aan het aardoppervlak, waaronder het plankton in de fotische zone van de oceanen, opeens bloot aan intense uv-straling. Veel plankton zou hierdoor zijn afgestorven. Omdat plankton de onderkant van de voedselketen in de zee vormt, zaten veel soorten daardoor zonder voedsel en stierven uit. Hoewel deze hypothese in theorie kan kloppen, is geen enkel bewijs gevonden dat er daadwerkelijk ooit in de buurt van de Aarde een gammaflits heeft plaatsgevonden.